# Hallgeir Engebråten
Hallgeir Engebråten (ur. 17 grudnia 1999 w Kongsvinger) – norweski panczenista, dwukrotny medalista olimpijski i brązowy medalista mistrzostw świata.
Łyżwiarstwo szybkie zaczął trenować w wieku 6 lat. Jako piętnastolatek przeniósł się do Hamar, by trenować w Wangs toppidrettsskole pod okiem Eskila Ervika.
W 2019 roku został wicemistrzem świata juniorów na 5000 m, a także mistrzem świata juniorów w biegu drużynowym wraz z Isakiem Høiby i Tobiasem Fløitenem. Rok później wraz z Håvardem Bøkko i Sverre Lunde Pedersenem zdobył brązowy medal mistrzostw Europy w biegu drużynowym. W 2022 roku wraz z Allanem Dahlem Johanssonem i Pedersenem został wicemistrzem Europy w biegu drużynowym, a także wywalczył brązowy medal na 5000 m z czasem 6:13,67 s.
W tym samym roku został brązowym medalistą igrzysk olimpijskich na 5000 m z czasem 6:09,88 s. Został także, wraz z Pederem Kongshaugiem i Sverre Lunde Pedersenem, mistrzem olimpijskim w biegu drużynowym.
Syn Geira i Turid Haug. Ma dwie młodsze siostry, Ginę i Hannę, które również są panczenistkami. Za swojego idola uważa Svena Kramera. Reprezentant klubu Nord-Odal IL.
Rekordy życiowe:
- 500 m – 36,67 s (Heerenveen, 16 stycznia 2021)
- 1000 m – 1:11,08 s (Calgary, 16 marca 2019)
- 1500 m – 1:43,71 s (Calgary, 11 grudnia 2021)
- 3000 m – 3:41,25 s (Stavanger, 24 października 2020)
- 5000 m – 6:09,21 s (Heerenveen, 24 stycznia 2021)
- 10 000 m – 13:17,76 s (Hamar, 31 października 2021)